# Urząd Elmshorn-Land
Urząd Elmshorn-Land (niem. Amt Elmshorn-Land) – urząd w Niemczech w kraju związkowym Szlezwik-Holsztyn, w powiecie Pinneberg. Siedziba urzędu znajduje się w mieście Elmshorn.
W skład urzędu wchodzi siedem gmin:
1. Klein Nordende
2. Klein Offenseth-Sparrieshoop
3. Kölln-Reisiek
4. Raa-Besenbek
5. Seester
6. Seestermühe
7. Seeth-Ekholt